# Emmanuel Persillier-Lachapelle
Emmanuel Persillier-Lachapelle, né au Sault-au-Récollet en 1845 et mort à Montréal en 1918, est un médecin québécois. 
Membre fondateur (1872) et directeur (1876-1882) de la revue L’Union médicale du Canada, il fut l’un des artisans de la fondation de la Faculté de médecine de l’Université Laval à Montréal (1879), puis de l’Hôpital Notre-Dame, destiné à la formation clinique des étudiants de la Faculté (1880). 
Lors de l’épidémie de variole qui frappa Montréal en 1885, il prit position pour la vaccination obligatoire aux côtés du maire de Montréal, le docteur William Hales Hingston. Il crée en 1888, en collaboration avec d'autres médecins-hygiénistes, le Conseil d'hygiène de la province de Québec, dont il sera président jusqu'à sa mort. Élu président du Collège des médecins et chirurgiens de la province de Québec en 1898, il y mena plusieurs réformes destinées à établir une véritable déontologie médicale. Il quitta cette fonction en 1907 pour devenir doyen de la Faculté de médecine de l’Université Laval à Montréal. En 1909, il préside la Commission royale de la tuberculose.